# Кесклинн (Тарту)
Кесклинн (эст. Kesklinn, «Центр города») — центральный район города Тарту.
Расположен на правом берегу реки Эмайыги. Границами центра города являются улицы Вески — Якоби — Кроонуайя — река Эмайыги — Аида — Калеви — Парги — Тяхе — Вяйке-Тяхе — Выру — Филосоофи — Рия — Кастани — Выставочная.
Площадь района составляет 180 га и, по данным Регистра народонаселения на 1 января 2012 года здесь проживало 6575 человек.
По состоянию на 31 декабря 2013 года в Кесклинне проживало 6517 человек, из них 3718 женщин и 2799 мужчин. 675 жителей центра города были в возрасте от 0 до 6 лет, 805 — от 7 до 18 лет, 3894 — от 19 до 64 лет и 1143 — от 65 лет и старше. Плотность населения района составила 3621 чел/км2. 6,66 % жителей города проживали в центре города.

## История
Первоначально центром Тарту считался Старый город (Ваналинн, эст. Tartu vanalinn), но в настоящее время центральный район включает Ваналинн, Ууэтуру, Рийамяэ и Тоометагус, а также Садама и часть Юлейыэ до моста Кроонуайя и улицы Сауна.

## Достопримечательности
Домская горка

Касситооме

Тартуский университет

Тартуская ратуша